# 柏市立富勢中学校
柏市立富勢中学校（かしわしりつ とみせちゅうがっこう）は、千葉県柏市にある公立中学校。富勢小学校，富勢東小学校，富勢西小学校からの生徒が多数を占めている。

## 沿革
- 1947年5月 - 創立

## 部活動一覧
( 2017年5月現在 )
- 運動部
  - 陸上部（短距離・長距離）
  - サッカー部
  - 野球部
  - バスケットボール部（男子・女子）
  - ソフトテニス部（男子・女子）
  - 卓球部（男子・女子）
  - バレーボール部（女子）
  - バドミントン部（女子）
  - 柔道部
  - 剣道部
  - 駅伝部（選抜）

- 文化部
  - 吹奏楽部
  - 美術部

## 委員会一覧
(2022年7月現在)
- 学年委員会
- 学習委員会
- 音楽委員会
- 生活委員会
- 環境美化委員会
- 給食委員会
- 保健委員会
- 放送委員会
- 図書委員会

## 周辺

### 名所
- 富勢富士見坂
- 紅龍山布施弁天東海寺

### 施設
- 柏市根戸近隣センター(100m)
- ファミリーマート柏富勢店(100m)
- セブンイレブン柏松葉町1丁目(300m)
- 高野台保育園(300m)
- 高野台児童公園(400m)
- ヤナセ柏支店メルセデス・ベンツショールーム(400m)
- 柏市富勢総合運動場(950m)

## 通学区域
主な校区は柏市立富勢小学校、柏市立富勢西小学校、柏市立富勢東小学校となっている。
- 北柏一丁目 - 五丁目、宿連寺、根戸、布施、布施新町一丁目 - 四丁目、北柏台1 - 14番地、1730番地、布施下、松ヶ崎新田61番地、柏堀之内新田224番地、227番地[2]

## 交通アクセス
- 東日本旅客鉄道（JR東日本）常磐線 北柏駅より北へ約1.4km

## 著名な出身者
- 島田直也（元野球選手）
- 酒井宏樹（サッカー選手）
- 舛ノ山大晴（大相撲力士）